# Lilou Zepchi-Ducrot
Lilou Zepchi-Ducrot, född 10 oktober 2006 i Beaufort-sur-Doron, är en fransk backhoppare som tävlar för skidklubben i Courchevel.
Den 23 januari 2021 blev hon fransk seniormästarinna i backhoppning i Josephine Pagniers frånvaro. Hon är också flerfaldig nationell juniorvärldsmästare.
Vid Juniorvärldsmästerskapen i nordisk skidsport 2022 i Zakopane slutade hon på nionde plats trots att hon tävlade mot atleter som i flera fall var tre eller fyra år äldre.
Zepchi-Ducrot håller också backrekordet i Le Grépon-backen i Chamonix med 53,5 meter.
2022 tog hon brons i de franska mästerskapen.